# Luigi Bienaimé

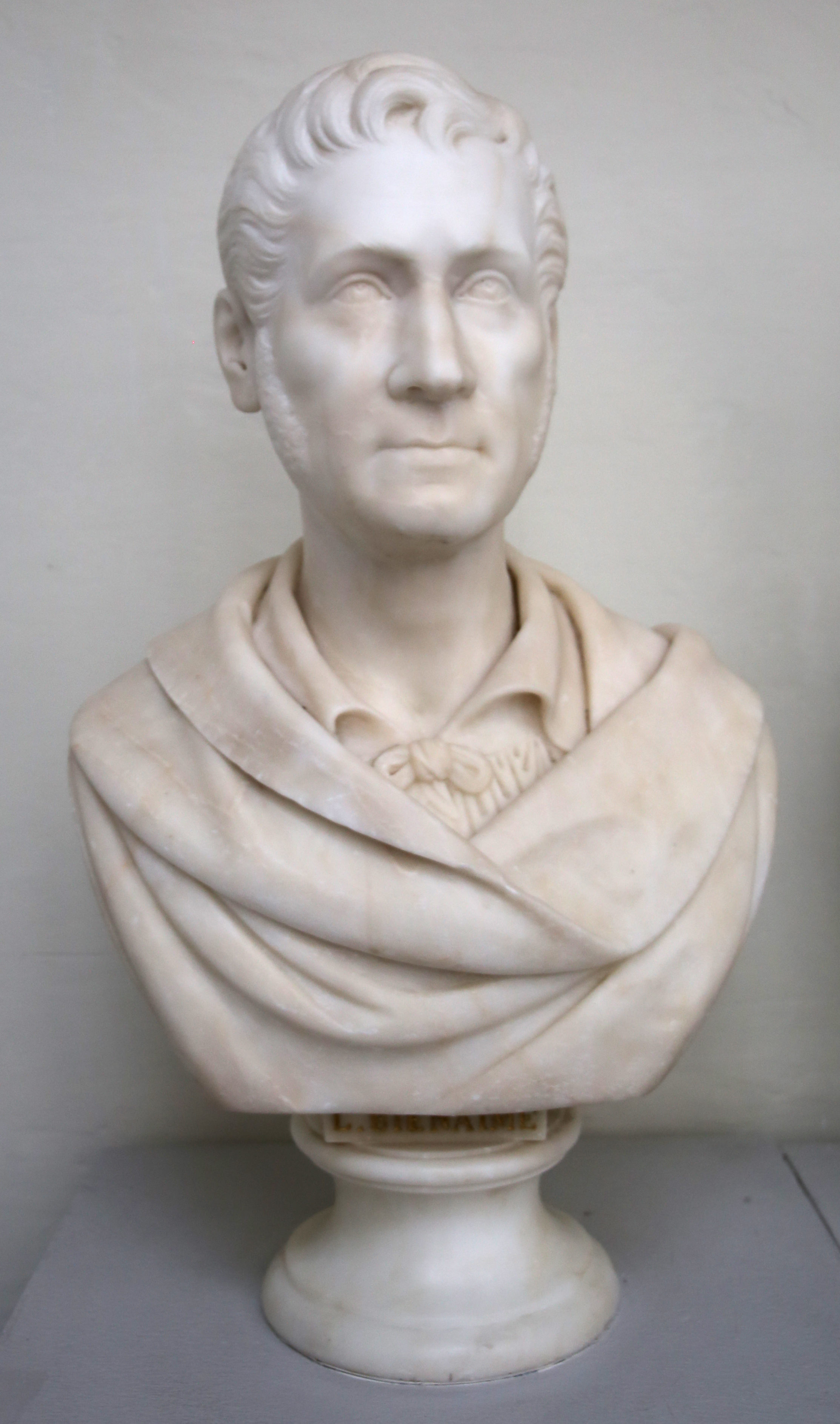
Büste von Luigi Bienaimé

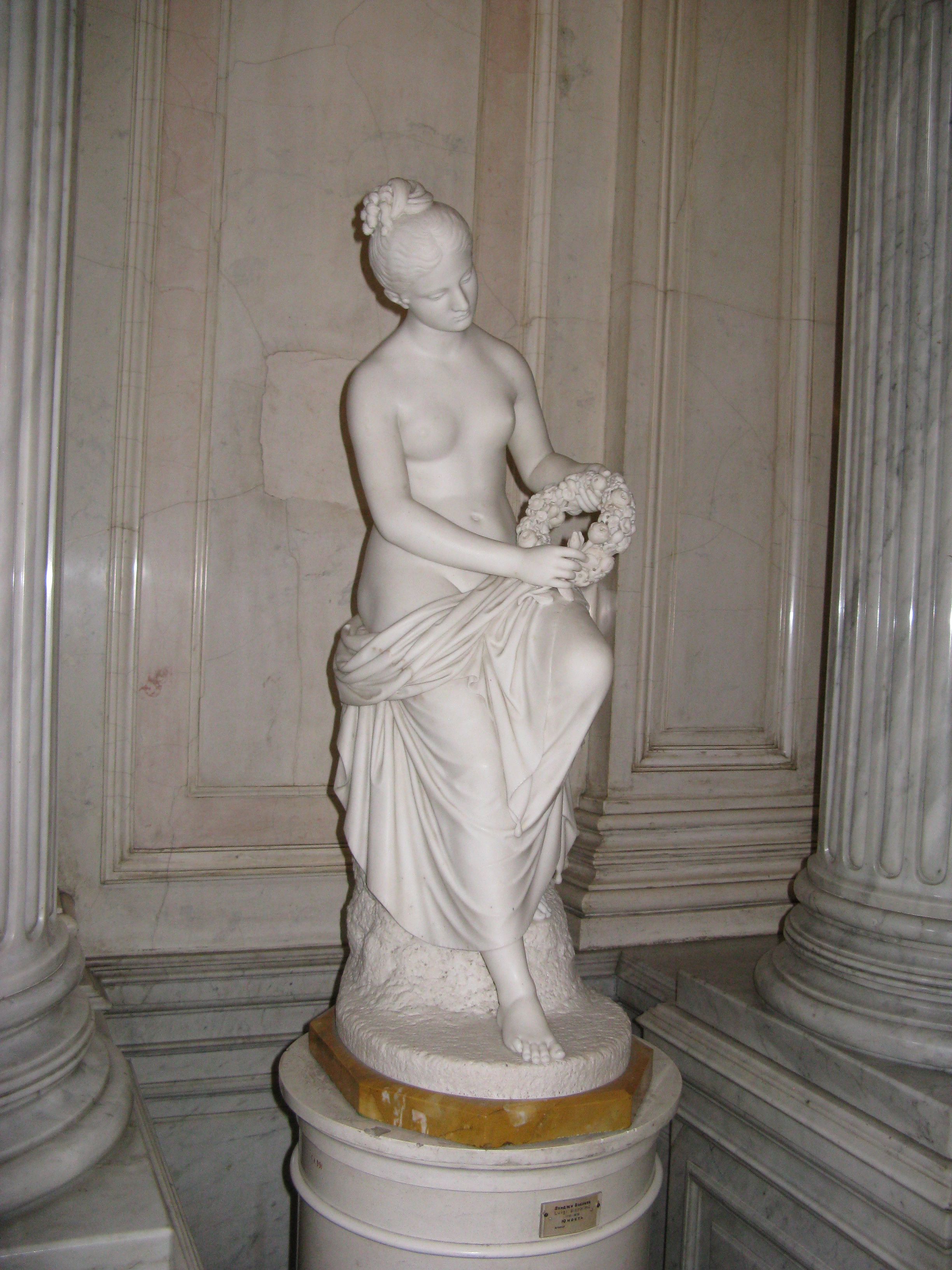
Die Schäferin (1852)

Luigi Bienaimé (* 4. März 1795 in Carrara; † 17. April 1878 in Florenz) war ein italienischer Bildhauer.

## Leben
Seine erste künstlerische Ausbildung erhielt Bienaimé an der Akademie der bildenden Künste seiner Heimatstadt. Mit 22 Jahren wurde er mit einem Stipendium ausgezeichnet, das ihm einen längeren Aufenthalt in Rom ermöglichte.
Dort ließ er sich als Künstler nieder und verdiente seinen Lebensunterhalt als Gehilfe im Atelier des Bildhauers Bertel Thorvaldsen. Später avancierte Bienaimé zu dessen Werkstattleiter und arbeitete zusammen mit Thorvaldsen an einigen Skulpturen. Als Thorvaldsen anlässlich eines Besuchs in Kopenhagen am 24. März 1844 überraschend starb, wickelte Bienaimé die Geschäfte seines Dienstherrn ab und eröffnete selbst ein größeres Atelier.
Zwischen 1855 und 1860 ließ sich Bienaimé in Florenz als freier Bildhauer nieder und schuf meist ideale, lyrische oder auch religiöse Figuren, die er in poetischer Weise mit Zartheit und technischer Gewandtheit ausführte. Als Nachfolger Thorvaldsens kam er aber nicht ganz an dieses Vorbild heran.
Im Alter von 83 Jahren starb Luigi Bienaimé am 17. April 1878 in Florenz.

## Werke
- Diana, im Bad überrascht
- Venus mit dem Apfel
- Venus im Bad
- Die Unschuld mit der Taube
- Ein kleiner Christus, den ein Engel vor einer Schlange warnt
- Liegende Bacchantin und ein Amor, der die Spitze eines Pfeils prüft

In der Eremitage in St. Petersburg befinden sich:
- Die Schäferin (1852)